# Unione Sportiva Catanzaro 1961-1962
Questa pagina raccoglie le informazioni riguardanti l'Unione Sportiva Catanzaro nelle competizioni ufficiali della stagione 1961-1962.

## Stagione
Nella stagione 1961-1962 il Catanzaro disputa il settimo campionato di Serie B della sua storia, un torneo che prevede tre promozioni e tre retrocessioni, con 34 punti si piazza in sedicesima posizione di classifica. Salgono in Serie A il Genoa con 54 punti che vince il campionato, il Napoli ed il Modena con 43 punti. Retrocedono il Prato e la Reggiana con 32 punti ed il Novara con 36 punti ma che deve scontare sei punti di penalizzazione per un illecito sportivo.
IL Catanzaro raggiunge la salvezza proprio sul filo di lana, nell'ultima giornata di campionato gioca a Reggio Emilia, con la Reggiana un punto dietro ai giallorossi calabresi, il pareggio (0-0) permette di raggiungere l'obiettivo di mantenere la categoria, mors tua vita mea, mentre Catanzaro gioisce la Reggiana retrocede in Serie B. Il napoletano Gennaro Rambone con undici reti è il bomber stagionale del Catanzaro, anche il centrocampista Osvaldo Bagnoli da un concreto contributo alla salvezza con sei reti. In Coppa Italia il Catanzaro fa molto bene, supera il primo turno ai rigori la Sambenedettese, al secondo turno sempre ai rigori il Bologna, negli ottavi di Finale supera il Catania (1-0), si ferma ai Quarti di Finale battuto (3-0) dal Mantova.

## Divise
| 1ª maglia |

## Organigramma societario
Area direttiva
- Presidente: Nicola Ceravolo

Area tecnica
- Allenatore: Bruno Arcari, poi dal Enzo Dolfin[1]

## Rosa
| N. |                   | Ruolo | Calciatore           |
| -- | ----------------- | ----- | -------------------- |
|    | Italia (bandiera) | P     | Giuseppe Barbaro     |
|    | Italia (bandiera) | P     | Luigi Bertossi       |
|    | Italia (bandiera) | P     | Vittorio Masci       |
|    | Italia (bandiera) | D     | Renato Bonari        |
|    | Italia (bandiera) | D     | Mario Claut          |
|    | Italia (bandiera) | D     | Romano Micelli       |
|    | Italia (bandiera) | D     | Stefano Raise        |
|    | Italia (bandiera) | D     | Stelio Nardin        |
|    | Italia (bandiera) | C     | Dino Bigagnoli       |
|    | Italia (bandiera) | C     | Giuseppe Errichiello |
|    | Italia (bandiera) | C     | Flavio Frontali      |

| N. |                   | Ruolo | Calciatore          |
| -- | ----------------- | ----- | ------------------- |
|    | Italia (bandiera) | C     | Claudio Guglielmoni |
|    | Italia (bandiera) | C     | Antonio Nisticò     |
|    | Italia (bandiera) | C     | Lionello Tulissi    |
|    | Italia (bandiera) | A     | Osvaldo Bagnoli     |
|    | Italia (bandiera) | C     | Walter Costa        |
|    | Italia (bandiera) | C     | Vito Florio         |
|    | Italia (bandiera) | A     | Cesare Maccacaro    |
|    | Italia (bandiera) | A     | Luigi Mascalaito    |
|    | Italia (bandiera) | A     | Gennaro Rambone     |
|    | Italia (bandiera) | A     | Giovanni Susan      |

## Risultati

### Serie B

#### Girone di andata
| Arbitro: | Barolo (Noale) |

|             |           |                  |
| Recagno 24’ | Marcatori | 50’, 81’ Rambone |

| Arbitro: | Orlando (Bergamo) |

|              |           |  |
| Zavaglio 68’ | Marcatori |  |

| Arbitro: | Rancher (Roma) |

|             |           |            |
| Bagnoli 85’ | Marcatori | 46’ Muzzio |

| Catanzaro 24 settembre 1961 4ª giornata | Catanzaro         | 0 – 0 | Messina | Stadio Militare\| Arbitro: \| D'Agostini (Roma) \| |
| Arbitro:                                | D'Agostini (Roma) |       |         |                                                    |

| Cosenza 1º ottobre 1961 5ª giornata | Cosenza           | 0 – 0 | Catanzaro | Stadio Città di Cosenza\| Arbitro: \| Roversi (Bologna) \| |
| Arbitro:                            | Roversi (Bologna) |       |           |                                                            |

| Arbitro: | Caporali (Cremona) |

|                                     |           |                         |
| Fumagalli 9’ Mentani 34’ Mattei 46’ | Marcatori | 62’ Rambone 63’ Bagnoli |

| Arbitro: | Trezza (Verona) |

|           |           |  |
| Raise 88’ | Marcatori |  |

| Catanzaro 29 ottobre 1961 8ª giornata | Catanzaro              | 0 – 0 | Prato | Stadio Militare\| Arbitro: \| Gandiolo (Alessandria) \| |
| Arbitro:                              | Gandiolo (Alessandria) |       |       |                                                         |

| Parma 5 novembre 1961 9ª giornata | Parma              | 0 – 0 | Catanzaro | Stadio Ennio Tardini\| Arbitro: \| Sebastio (Taranto) \| |
| Arbitro:                          | Sebastio (Taranto) |       |           |                                                          |

| Arbitro: | Cirone (Palermo) |

|                              |           |             |
| Corelli 21’, 71’, 83’ (rig.) | Marcatori | 84’ Rambone |

| Arbitro: | Sebastio (Taranto) |

|                             |           |               |
| Mascalaito 32’ Frontali 40’ | Marcatori | 82’ Cavallito |

| Arbitro: | Annoscia (Bari) |

|                  |           |  |
| Rambone 48’, 69’ | Marcatori |  |

| Arbitro: | Ferrari (Milano) |

|                          |           |                    |
| Sicurani 23’ Barbato 25’ | Marcatori | 81’ (rig.) Rambone |

| Arbitro: | Carminati (Milano) |

|              |           |               |
| Bagnasco 29’ | Marcatori | 63’ Maccacaro |

| Arbitro: | Angonese (Mestre) |

|                      |           |             |
| Seghedoni 47’ (aut.) | Marcatori | 87’ Longoni |

| Arbitro: | Righetti (Torino) |

|                               |           |                               |
| Bagnoli 6’ Rambone 39’ (rig.) | Marcatori | 8’ Pagliari 90’ (aut.) Florio |

| Arbitro: | Babini (Ravenna) |

|                                                       |           |                      |
| Mazzoni 29’ (rig.) Conti 67’ Cicogna 73’ Catalano 77’ | Marcatori | 83’, 87’ Guglielmoni |

| Arbitro: | Sebastio (Taranto) |

|                                |           |             |
| Bagnoli 44’ Rambone 79’ (rig.) | Marcatori | 71’ Fantini |

| Arbitro: | Sbardella (Roma) |

|             |           |            |
| Bagnoli 13’ | Marcatori | 71’ Manica |

#### Girone di ritorno
| Arbitro: | Cirone (Palermo) |

|                 |           |  |
| Guglielmoni 62’ | Marcatori |  |

| Arbitro: | Angelini (Firenze) |

|            |           |                                           |
| Florio 60’ | Marcatori | 35’ Maioli 48’ Postiglione 81’ Maschietto |

| Busto Arsizio 11 febbraio 1962 22ª giornata | Pro Patria       | 0 – 0 | Catanzaro | Stadio Comunale\| Arbitro: \| Cirone (Palermo) \| |
| Arbitro:                                    | Cirone (Palermo) |       |           |                                                   |

| Arbitro: | Orlando (Bergamo) |

|                                                           |           |                |
| Carminati 31’ Lazzotti 27’ Ciccolo I 50’, 86’ Calloni 73’ | Marcatori | 76’ Mascalaito |

| Arbitro: | Bonetto (Torino) |

|            |           |                  |
| Florio 67’ | Marcatori | 79’ (aut.) Raise |

| Arbitro: | Carminati (Milano) |

|                        |           |                                  |
| Florio 51’ Bagnoli 68’ | Marcatori | 22’ (rig.) Montenovo 85’ Mentani |

| San Benedetto del Tronto 11 marzo 1962 26ª giornata | Sambenedettese    | 0 – 0 | Catanzaro | Stadio Fratelli Ballarin\| Arbitro: \| D'Agostini (Roma) \| |
| Arbitro:                                            | D'Agostini (Roma) |       |           |                                                             |

| Arbitro: | Politano (Cuneo) |

|                         |           |  |
| Campanini 46’, 68’, 71’ | Marcatori |  |

| Catanzaro 25 marzo 1962 28ª giornata | Catanzaro        | 0 – 0 | Parma | Stadio Militare\| Arbitro: \| Ferrari (Milano) \| |
| Arbitro:                             | Ferrari (Milano) |       |       |                                                   |

| Arbitro: | Di Tonno (Lecce) |

|                |           |                       |
| Mascalaito 74’ | Marcatori | 6’ Corelli 24’ Tacchi |

| Arbitro: | Barolo (Noale) |

|                                         |           |  |
| Sartore 11’, 87’ Govoni 46’ Catullo 51’ | Marcatori |  |

| Arbitro: | Rancher (Roma) |

|                                |           |  |
| Bigagnoli 31’ (aut.) Rizzo 88’ | Marcatori |  |

| Arbitro: | Samani (Trieste) |

|                               |           |             |
| Rambone 33’ (rig.) Florio 41’ | Marcatori | 74’ Clerici |

| Catanzaro 29 aprile 1962 33ª giornata | Catanzaro         | 0 – 0 | Genoa | Stadio Militare\| Arbitro: \| D'Agostini (Roma) \| |
| Arbitro:                              | D'Agostini (Roma) |       |       |                                                    |

| Arbitro: | Babini (Ravenna) |

|             |           |  |
| Morrone 73’ | Marcatori |  |

| Arbitro: | Gambarotta (Genova) |

|                              |           |                               |
| Pagliari 8’, 18’ Giorgis 19’ | Marcatori | 75’ (aut.) Cattani 85’ Florio |

| Arbitro: | Sbardella (Roma) |

|                                   |           |  |
| Susan 40’ Micelli 43’ Rambone 80’ | Marcatori |  |

| Arbitro: | Francescon (Padova) |

|                |           |                |
| Traspedini 59’ | Marcatori | 76’, 82’ Susan |

| Reggio Emilia 3 giugno 1962 38ª giornata | Reggiana        | 0 – 0 | Catanzaro | Stadio Mirabello\| Arbitro: \| Genel (Trieste) \| |
| Arbitro:                                 | Genel (Trieste) |       |           |                                                   |

## Coppa Italia
| Arbitro: | Bernardis (Trieste) |

|              |                      |                     |
| Buratti 75’  | Marcatori            | 57’ Frontali        |
| Macor Novali | Tiri di rigore 3 – 4 | Rambone Guglielmoni |

| Arbitro: | Carminati (Milano) |

|                       |                      |                         |
| Vinício 54’           | Marcatori            | 63’ Mascalaito          |
| Perani Capra Pascutti | Tiri di rigore 6 – 7 | Rambone Florio Frontali |

| Arbitro: | Roversi (Bologna) |

|           |           |  |
| Susan 98’ | Marcatori |  |

| Arbitro: | Genel (Trieste) |

|                                     |           |  |
| Giagnoni 5’ Mazzero 24’ (rig.), 75’ | Marcatori |  |

## Statistiche

### Statistiche di squadra
| Competizione | Punti | In casa | In casa | In casa | In casa | In casa | In casa | In trasferta | In trasferta | In trasferta | In trasferta | In trasferta | In trasferta | Totale | Totale | Totale | Totale | Totale | Totale | DR  |
| Competizione | Punti | G       | V       | N       | P       | Gf      | Gs      | G            | V            | N            | P            | Gf           | Gs           | G      | V      | N      | P      | Gf     | Gs     | DR  |
| ------------ | ----- | ------- | ------- | ------- | ------- | ------- | ------- | ------------ | ------------ | ------------ | ------------ | ------------ | ------------ | ------ | ------ | ------ | ------ | ------ | ------ | --- |
| Serie B      | 34    | 19      | 7       | 10      | 2       | 23      | 16      | 19           | 2            | 6            | 11           | 14           | 34           | 38     | 9      | 16     | 13     | 37     | 50     | -13 |
| Coppa Italia |       | 1       | 1       | 0       | 0       | 1       | 0       | 3            | 0            | 2            | 1            | 2            | 5            | 4      | 1      | 2      | 1      | 3      | 5      | -2  |
| Totale       | -     | 20      | 8       | 10      | 2       | 24      | 16      | 22           | 2            | 8            | 12           | 16           | 39           | 42     | 10     | 18     | 14     | 40     | 55     | -15 |

### Statistiche dei giocatori[4]
| Giocatore      | Serie B  | Serie B | Coppa Italia | Coppa Italia | Totale   | Totale |
| Giocatore      | Presenze | Reti    | Presenze     | Reti         | Presenze | Reti   |
| -------------- | -------- | ------- | ------------ | ------------ | -------- | ------ |
| G. Barbaro     | -        | -       | 1            | -3           | 1        | -3     |
| Barbato        | -        | -       | 1            | 0            | 1        | 0      |
| O. Bagnoli     | 33       | 6       | 3            | 0            | 36       | 6      |
| L. Bertossi    | 31       | -40     | 3            | -2           | 34       | -42    |
| D. Bigagnoli   | 34       | 0       | 2            | 0            | 36       | 0      |
| R. Bonari      | 14       | 0       | 1            | 0            | 15       | 0      |
| M. Cesaroni    | -        | -       | 2            | 0            | 2        | 0      |
| M. Claut       | 22       | 0       | 3            | 0            | 25       | 0      |
| W. Costa       | 2        | 0       | 1            | 0            | 3        | 0      |
| Cristiano      | -        | -       | 2            | 0            | 2        | 0      |
| Doria          | -        | -       | 1            | 0            | 1        | 0      |
| G. Errichiello | 15       | 0       | 1            | 0            | 16       | 0      |
| V. Florio      | 31       | 5       | 2            | 0            | 33       | 5      |
| F. Frontali    | 31       | 1       | 3            | 1            | 34       | 2      |
| C. Guglielmoni | 24       | 3       | 1            | 0            | 25       | 3      |
| C. Maccacaro   | 22       | 1       | 2            | 0            | 24       | 1      |
| Marsico        | -        | -       | 1            | 0            | 1        | 0      |
| L. Mascalaito  | 30       | 3       | 3            | 1            | 33       | 4      |
| V. Masci       | 7        | -8      | -            | -            | 7        | -8     |
| R. Micelli     | 16       | 1       | -            | -            | 16       | 1      |
| S. Nardin      | 2        | 0       | 2            | 0            | 4        | 0      |
| A. Nisticò     | 1        | 0       | 2            | 0            | 3        | 0      |
| Pontieri       | -        | -       | 1            | 0            | 1        | 0      |
| S. Raise       | 34       | 1/-2    | 2            | 0            | 36       | 1      |
| G. Rambone     | 32       | 11      | 2            | 0            | 34       | 11     |
| G. Susan       | 12       | 3       | 2            | 1            | 14       | 4      |
| L. Tulissi     | 25       | 0       | 1            | 0            | 26       | 0      |